# Dicranacrus nasutus
Dicranacrus nasutus är en insektsart som beskrevs av Henri Saussure 1899. Dicranacrus nasutus ingår i släktet Dicranacrus och familjen vårtbitare. Inga underarter finns listade i Catalogue of Life.